# يو إف سي ليلة القتال: جراسو ضد شيفتشينكو 2
يو إف سي ليلة القتال: جراسو ضد شيفتشينكو 2 (بالإنجليزية: UFC Fight Night: Grasso vs. Shevchenko 2)‏ هو حدث لفنون القتال المختلطة نظمته يو إف سي، وأُقيم في 16 سبتمبر 2023، على تي موبايل أرينا في لاس فيغاس، نيفادا، الولايات المتحدة.

## بطاقة القتال
1. ↑  على لقب بطولة يو إف سي لوزن الذبابة للسيدات.
2. ↑  في الأصل فوز بالإخضاع الفني (خنق أناكوندا) لصالح شيريز؛ ألغيت بعد المراجعة بسبب خطأ من الحكم.